# Reinhart Schmidt (Politiker)

Reinhart Schmidt (Elberfeld)

Reinhart Schmidt, auch genannt Schmidt-Elberfeld, (* 14. Juni 1838 in Elberfeld (heute Stadtteil von Wuppertal); † 21. Oktober 1909 ebenda) war ein deutscher Unternehmer und Politiker als Abgeordneter des Deutschen Reichstags.

## Leben
Schmidt besuchte das Realgymnasium Elberfeld. 1869 gründete er das bis heute bestehende Unternehmen Reinhart Schmidt GmbH zur Herstellung von Briefumschlägen in einem Hinterhof der Herzogstraße in Elberfeld.
Schmidt war Mitglied des Preußischen Abgeordnetenhauses für den Wahlkreis Arnsberg 4 (Stadt- und Landkreis Hagen – Landkreis Schwelm) von 1890 bis 1893 und von 1898 bis 1909. Der Stadtverordnetenversammlung in Elberfeld gehörte er von 1873 bis 1884 und erneut ab 1890 an. In der Zeit von 1908 bis 1909 war er Abgeordneter im Provinziallandtag der preußischen Rheinprovinz für Elberfeld.
Weiterhin war er Mitglied des Reichstags von 1881 bis 1884 für den Wahlkreis Düsseldorf 2 (Elberfeld-Barmen). Von 1887 bis 1893 vertrat er den Wahlkreis Düsseldorf 1 (Lennep-Mettmann-Remscheid) im Reichstag. Bei der Reichstagswahl 1887 wurde er in der Stichwahl mit Hilfe der Sozialdemokraten gegen den nationalliberalen Kandidaten gewählt, 1890 mit Hilfe der Nationalliberalen gegen einen sozialdemokratischen Kandidaten. Von 1893 bis 1907 war er Abgeordneter des Wahlkreises Hessen 8 (Bingen-Alzey). Er war Mitglied des Präsidiums des Reichstags von 1895 bis 1900. Ab 1893 war er Vorsitzender des Zentralen Ausschusses der Freisinnigen Volkspartei.
1911 errichtete Wilhelm Neumann-Torborg ein Reinhart-Schmidt-Denkmal.